# Alstom Citadis Spirit
Der Citadis Spirit ist ein Stadtbahn-Fahrzeugtyp aus der Citadis-Familie des Herstellers Alstom. Er basiert auf dem Citadis Dualis und wird in Nordamerika vermarktet. Aufträge erhielt Alstom von drei Unternehmen aus Kanada.

## Technik und Aufbau
Der Citadis Spirit wurde als Gelenkwagen mit aufgesattelten Endwagen konzipiert. Die kürzeste vorgesehene, ungefähr 30 m lange Variante baut auf einem kurzen Mittelteil mit einem Laufwerk auf, die Achsfolge wäre Bo’2Bo’. Die längeren Varianten dagegen haben einen auf zwei Laufdrehgestellen laufenden Mittelteil und ggf. weitere, darauf aufgesattelte Mittelteile mit je einem Triebdrehgestell. Die Achsfolgen lauten Bo’2’2’Bo’ (dreiteilig, ungefähr 37 m lang), Bo’Bo’2’2’Bo’ (vierteilig, ungefähr 48 m) sowie Bo’Bo’2’2’Bo’Bo’ (fünfteilig, ungefähr 59 m). Bislang erhielt Alstom nur Aufträge für vierteilige Fahrzeuge.
Im auf zwei Drehgestellen laufenden Mittelwagen ist je Seite eine Doppeltür angeordnet, in den Wagenteilen mit einem Drehgestell jeweils zwei Doppeltüren pro Seite. Die Türweite beträgt jeweils 1300 mm. Als Wagenbreite sind grundsätzlich 2,65 m vorgesehen. Der Boden liegt für Niederflurfahrzeuge mit 426 mm über der Schienenoberkante relativ hoch und ist durch Rampen mit den Einstiegen auf 363 mm sowie den Durchgängen über den Drehgestellen auf 562 mm verbunden.
Die verwendeten Drehgestelle, von Alstom als Iponam bezeichnet, sind von der beim Citadis Dualis verwendeten Bauart Ixège inspiriert, aber an die nordamerikanischen Wetterbedingungen angepasst. Der Radsatzstand beträgt 1900 mm und der Raddurchmesser (im Neuzustand) 640 mm. Der Rahmen ist gelenkig ausgeführt, die Federung erfolgt mit Schraubenfedern (primär) und Luftfederung (sekundär). Die luftgekühlten Drehstrom-Asynchronmaschinen mit jeweils 130 kW Leistung sind längs an der Seite angeordnet und treiben jeweils einen Radsatz an. Die Wagenkästen sind aus Stahl gefertigt, wobei die geschweißten Bodenplatten mit den Aufbauelementen verschraubt und genietet werden. Die Fahrzeuge sind auf eine Höchstgeschwindigkeit von 100 km/h ausgelegt.

## Einsatz

### Ottawa

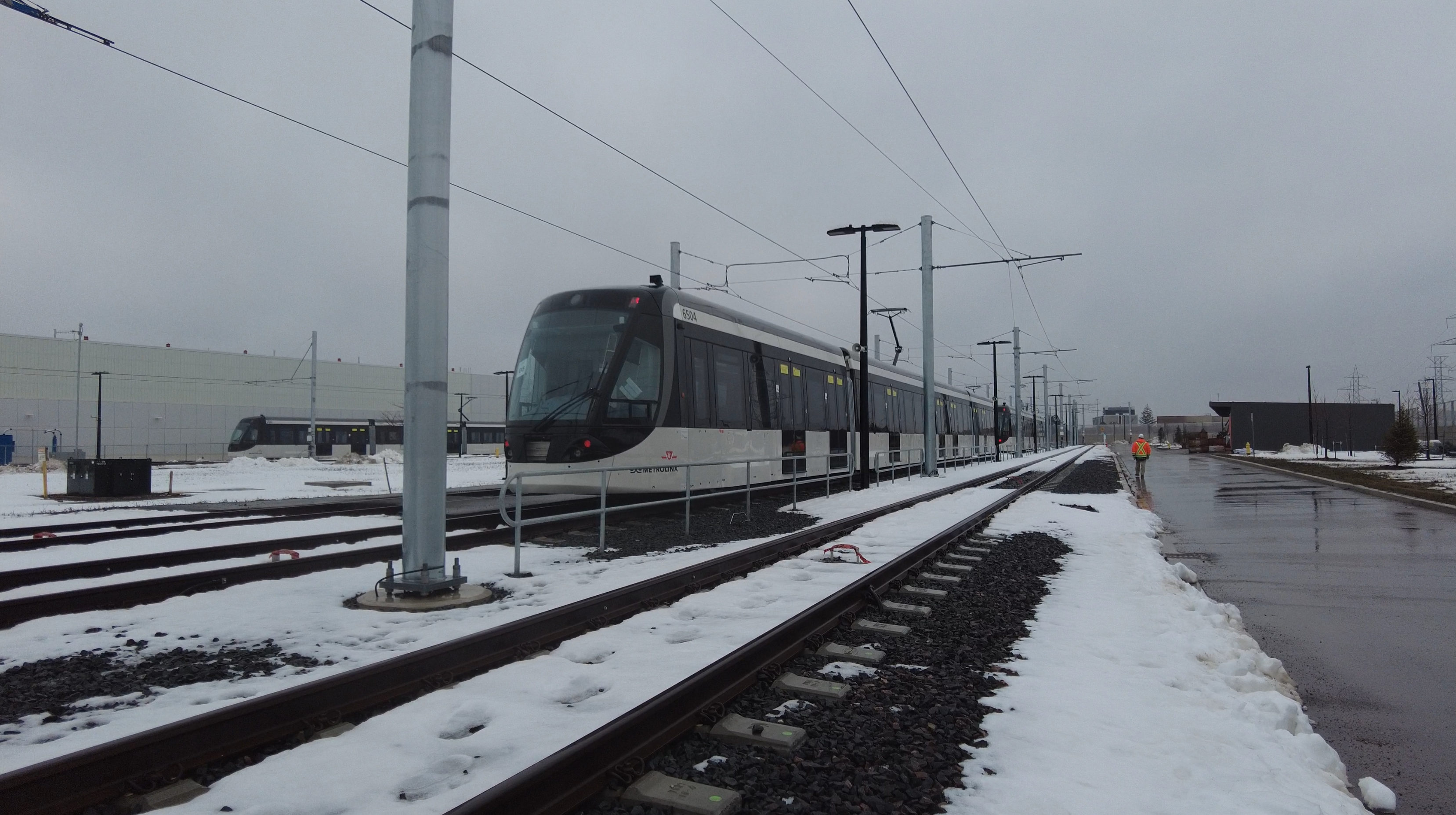
Citadis Spirit der Finch-West-Linie

Den ersten Citadis-Spirit-Auftrag erhielt Alstom 2013 aus Ottawa. Er umfasste 34 vierteilige, 48,35 m lange Fahrzeuge für das U-Bahn-System Confederation Line. Zur Erweiterung des Systems folgte im Juni 2017 ein weiterer Auftrag über 38 Fahrzeuge. Die Herstellung der Einzelteile erfolgt in Hornell, der Zusammenbau jedoch in Kanada. Die ersten insgesamt 39 Fahrzeuge wurden von 2016 bis 2019 ausgeliefert. Der Einsatz erfolgt meist in Doppeltraktion. Der kleinste befahrbare Bogenradius dieser Fahrzeuge beträgt 28 m im Betriebshof und 30 m beladen.

### Toronto
Seit Juli 2021 werden ebenfalls vierteilige, 48 m lange Wagen an Metrolinx im Großraum Toronto ausgeliefert. Davon sind 18 Stück für die Finch-West-Linie und 44 für die Hurontario-Linie vorgesehen. Die Montage erfolgt in Brampton.

### Québec
2023 wurden zunächst 34 und optional fünf weitere Fahrzeuge für das geplante Straßenbahnsystem in Québec bestellt. Diese sind ebenfalls vierteilig, mit 46,7 m Länge aber etwas kürzer ausgeführt. Die Herstellung soll in La Pocatière erfolgen.